# Carlo Facetti

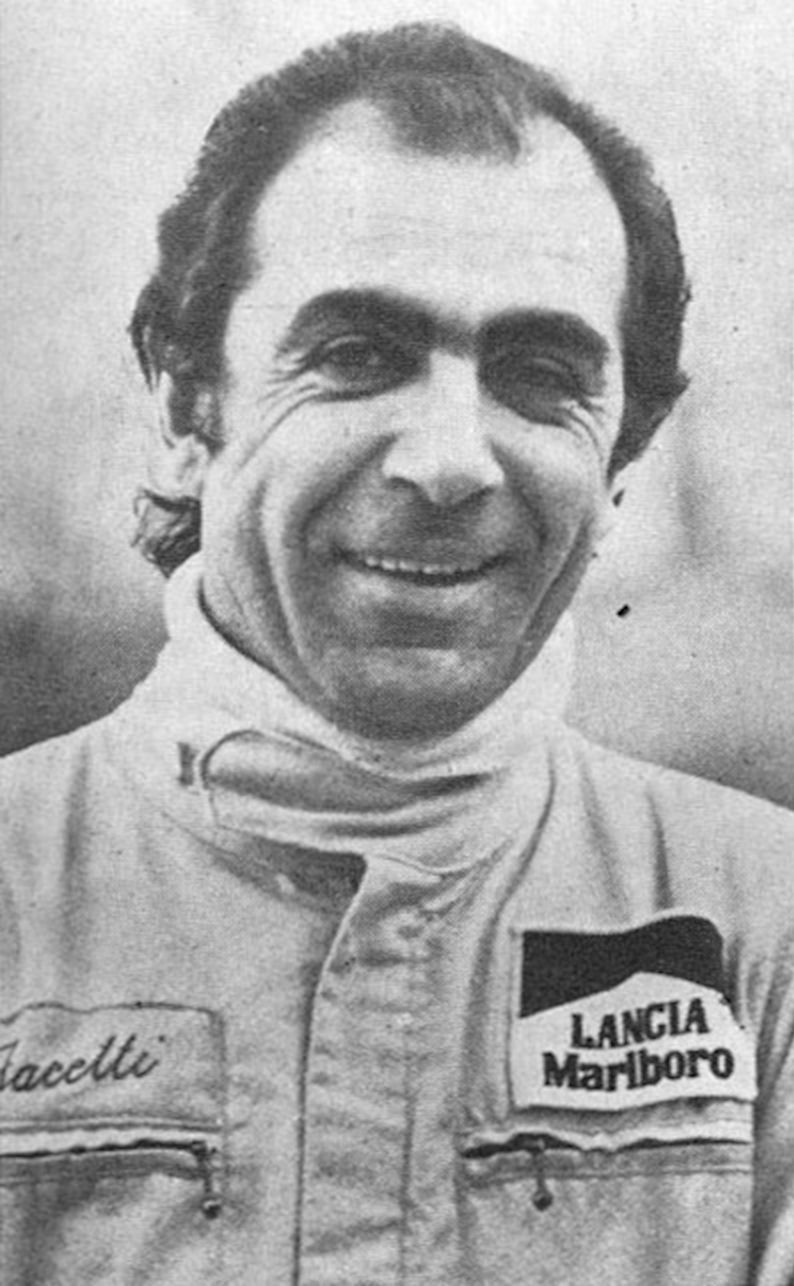
Carlo Facetti 1975

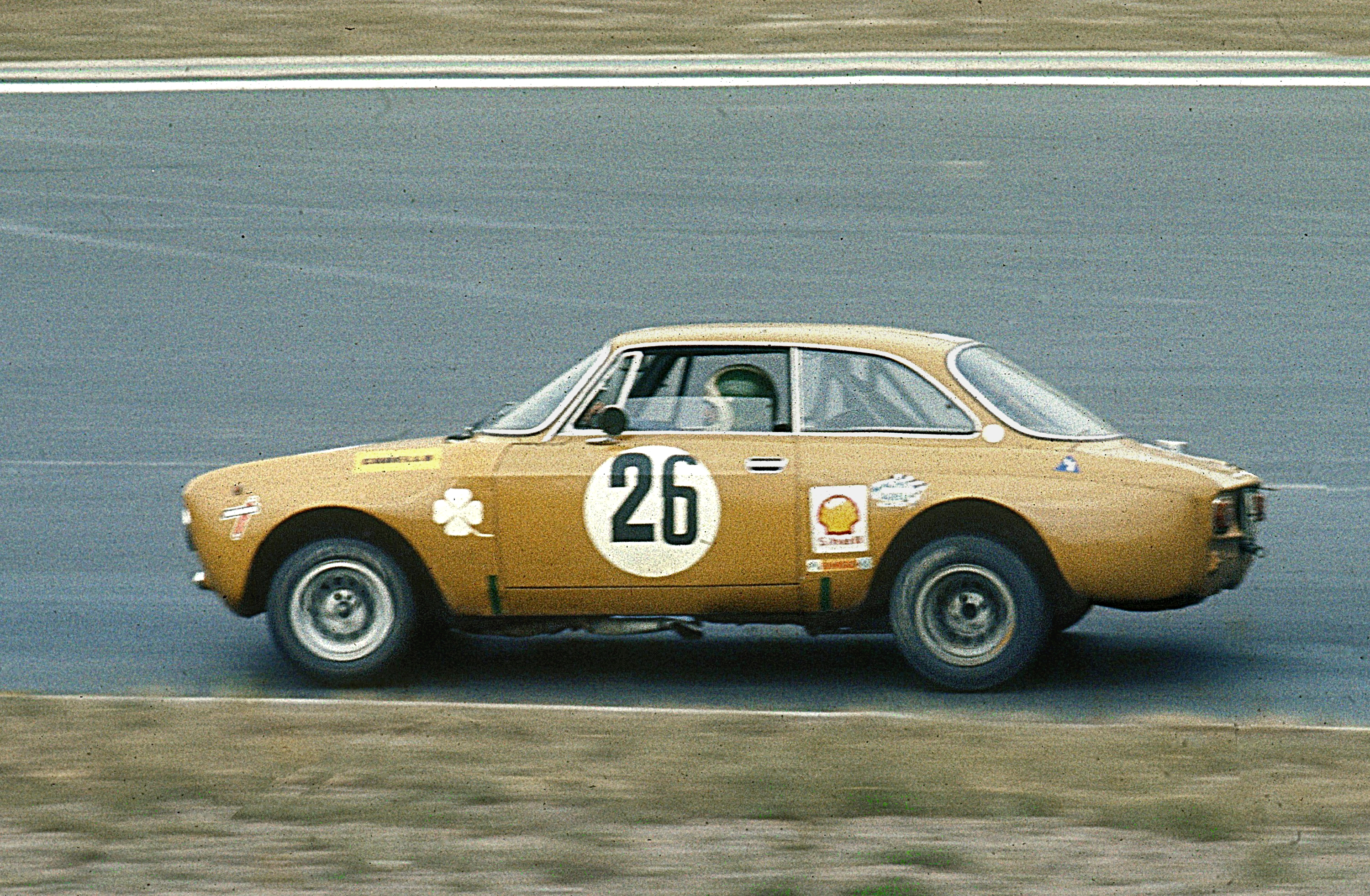
Carlo Facetti im Alfa Romeo GTAm beim Großen Preis der Tourenwagen auf dem Nürburgring 1973

Carlo Giovanni Facetti (* 26. Juni 1935 in Cormano) ist ein ehemaliger italienischer Automobilrennfahrer und Unternehmer.

## Karriere als Fahrer
Carlo Facettis lange Karriere im Motorsport umfasste beinahe vier Jahrzehnte. Als er im April 1961 bei der Targa Florio am Start war, war nicht absehbar, dass er 1995 noch in der italienischen GT-Meisterschaft Rennen fahren würde. Facetti – der lange Jahre Werksfahrer bei Alfa Romeo und Autodelta war, erzielte seine Erfolge vor allem im GT- und Sportwagensport. Starts im Monoposto-Rennwagen blieben eine Seltenheit. Dennoch versuchte er einmal sich für einen Weltmeisterschaftslauf der Formel 1 zu qualifizieren. 1974 meldete die Scuderia Finotto für ihn einen Brabham BT42 zum Großen Preis von Italien in Monza. Mit einer Trainingszeit von 1:37,300 Minuten scheiterte er knapp an der Qualifikation zum Rennen.
In den frühen 1960er-Jahren bestritt Facetti in erster Linie Tourenwagenrennen mit Fahrzeugen der Marke Alfa Romeo. Seinen ersten Sieg feierte er 1962 bei einem nationalen GT-Rennen in Monza. Bis zum Ende der 1960er-Jahre startete er bei allen großen internationalen Sportwagenrennen, gab sein Debüt beim 24-Stunden-Rennen von Le Mans und stieg zu einem der bekanntesten europäischen Tourenwagenpiloten auf. Erwähnenswert in dieser Zeit ist vor allem der dritte Gesamtrang beim 24-Stunden-Rennen von Spa-Francorchamps 1970 auf einem Alfa Romeo 2000 GTam mit Partner Teodoro Zeccoli. Auch 1964 hatte er bei diesem Rennen den dritten Gesamtrang erreicht.
Als Werksfahrer von Autodelta kam Facetti 1974 in der Sportwagen-Weltmeisterschaft viermal aufs Podium der ersten drei. Beim 1000-km-Rennen von Zeltweg wurde er gemeinsam mit Andrea de Adamich auf einem Alfa Romeo Tipo 33 Gesamtzweiter. 1979 sicherte er sich die Gesamtwertung in der Tourenwagen-Europameisterschaft.
Mitte der 1980er-Jahre wurde Facetti Werksfahrer bei Alba Engineering und gewann für das kleine italienische Team 1983 und 1984 die Junior-C2-Klasse der Sportwagen-Weltmeisterschaft.

## CARMA
Mit dem Industriellen Martino Finotto verband Facetti eine langjährige Freundschaft. Anfang der 1980er-Jahre gründenden sie gemeinsam ein Unternehmen – CARMA (CAR für Carlo und MA für Martino) – das sich mit der Entwicklung von Rennmotoren beschäftigte. Der 1,8-Liter-4-Zylinder-Turbomotor im Alba AR2 – aus Reglementgründen als Giannini Carma bezeichnet – wurde bei CARMA entwickelt.

## Statistik

### Le-Mans-Ergebnisse
| Jahr | Team                    | Fahrzeug               | Teamkollege      | Teamkollege      | Platzierung | Ausfallgrund       |
| ---- | ----------------------- | ---------------------- | ---------------- | ---------------- | ----------- | ------------------ |
| 1968 | Autodelta SpA           | Alfa Romeo TT33/2      | Spartaco Dini    |                  | Rang 5      |                    |
| 1970 | Autodelta SpA           | Alfa Romeo T33/3       | Teodoro Zeccoli  |                  | Ausfall     | Unfall             |
| 1973 | Scuderia Brescia Corse  | Alfa Romeo TT33/3      | Teodoro Zeccoli  | Marsilio Pasotti | Rang 15     |                    |
| 1974 | BMW Jolly Club          | BMW 3.0CSL             | Martino Finotto  | Manfred Mohr     | Ausfall     | Zylinder überhitzt |
| 1980 | Jolly Club Lancia Corse | Lancia Beta Montecarlo | Martino Finotto  |                  | Rang 19     |                    |
| 1981 | Martini Racing          | Lancia Beta Montecarlo | Michele Alboreto | Eddie Cheever    | Rang 8      |                    |
| 1983 | Scuderia Jolly Club     | Alba AR2               | Martino Finotto  | Marco Vanoli     | Ausfall     | Chassis gebrochen  |
| 1984 | Scuderia Jolly Club     | Alba AR2               | Martino Finotto  | Marco Vanoli     | Rang 21     |                    |

### Sebring-Ergebnisse
| Jahr | Team                 | Fahrzeug                | Teamkollege            | Teamkollege      | Platzierung | Ausfallgrund    |
| ---- | -------------------- | ----------------------- | ---------------------- | ---------------- | ----------- | --------------- |
| 1962 | Scuderia Ambrosiana  | Alfa Romeo Giulietta SV | Massimo Leto di Priolo |                  | Rang 12     |                 |
| 1986 | Gaston Andrey Racing | Alba AR6                | Martino Finotto        | Ruggero Melgrati | Ausfall     | Getriebeschaden |

### Einzelergebnisse in der Sportwagen-Weltmeisterschaft
| Saison | Team                                         | Rennwagen                                              | 1   | 2   | 3   | 4   | 5   | 6   | 7   | 8   | 9   | 10  | 11  | 12  | 13  | 14  | 15  | 16  | 17  | 18  | 19  | 20  | 21  | 22  |
| ------ | -------------------------------------------- | ------------------------------------------------------ | --- | --- | --- | --- | --- | --- | --- | --- | --- | --- | --- | --- | --- | --- | --- | --- | --- | --- | --- | --- | --- | --- |
| 1961   | Scuderia Sant Ambroeus                       | Alfa Romeo Giulietta SZ                                | SEB | TAR | NÜR | LEM | PES |     |     |     |     |     |     |     |     |     |     |     |     |     |     |     |     |     |
| 1961   | Scuderia Sant Ambroeus                       | Alfa Romeo Giulietta SZ                                |     | DNF |     |     | 14  |     |     |     |     |     |     |     |     |     |     |     |     |     |     |     |     |     |
| 1962   | Scuderia Ambrosiana                          | Alfa Romeo Giulietta SV Lancia Flaminia                | DAY | SEB | SEB | MAI | TAR | BER | NÜR | LEM | TAV | CCA | RTT | NÜR | BRI | BRI | PAR |     |     |     |     |     |     |     |
| 1962   | Scuderia Ambrosiana                          | Alfa Romeo Giulietta SV Lancia Flaminia                |     |     | 12  |     | DNF |     |     |     |     |     |     |     |     |     |     |     |     |     |     |     |     |     |
| 1963   | Jolly Club                                   | Alfa Romeo Giulia Lancia Flaminia                      | DAY | SEB | SEB | TAR | SPA | MAI | NÜR | CON | ROS | LEM | MON | WIS | TAV | FRE | CCE | RTT | OVI | NÜR | MON | MON | TDF | BRI |
| 1963   | Jolly Club                                   | Alfa Romeo Giulia Lancia Flaminia                      |     |     |     |     |     |     | DNF |     |     |     |     |     |     |     |     |     | 44  |     |     |     |     |     |
| 1964   | Scuderia St. Ambroeus Lancia                 | Ferrari 250 GTO Lancia Flaminia                        | DAY | SEB | TAR | MON | SPA | CON | NÜR | ROS | LEM | REI | FRE | CCE | RTT | SIM | NÜR | MON | TDF | BRI | BRI | PAR |     |     |
| 1964   | Scuderia St. Ambroeus Lancia                 | Ferrari 250 GTO Lancia Flaminia                        |     |     | DNF |     |     |     |     |     |     |     |     |     |     |     |     |     |     | DNF |     |     |     |     |
| 1965   | Salvatore Panepinto                          | Alfa Romeo TZ                                          | DAY | SEB | BOL | MON | MON | RTT | TAR | SPA | NÜR | MUG | ROS | LEM | REI | BOZ | FRE | CCE | OVI | NÜR | BRI | BRI |     |     |
| 1965   | Salvatore Panepinto                          | Alfa Romeo TZ                                          |     | 17  |     |     |     |     |     |     |     |     |     |     |     |     |     |     |     |     |     |     |     |     |
| 1966   | Scuderia St. Ambroeus Lancia                 | Ferrari 250LM Lancia Fulvia                            | DAY | SEB | MON | TAR | SPA | NÜR | LEM | MUG | CCE | HOK | SIM | NÜR | ZEL |     |     |     |     |     |     |     |     |     |
| 1966   | Scuderia St. Ambroeus Lancia                 | Ferrari 250LM Lancia Fulvia                            |     |     | DNF |     |     | DNF |     | 18  |     |     |     |     |     |     |     |     |     |     |     |     |     |     |
| 1967   |                                              | Porsche 906                                            | DAY | SEB | MON | SPA | TAR | NÜR | LEM | HOK | MUG | BRH | CCE | ZEL | OVI | NÜR |     |     |     |     |     |     |     |     |
| 1967   |                                              | Porsche 906                                            |     |     |     |     |     |     |     | 6   |     | 3   |     |     |     |     |     |     |     |     |     |     |     |     |
| 1968   | Algar Enterprises Piccionaia Autodelta       | Lancia Fulvia Porsche 910 Alfa Romeo T33               | DAY | SEB | BRH | MON | TAR | NÜR | SPA | WAT | ZEL | LEM |     |     |     |     |     |     |     |     |     |     |     |     |
| 1968   | Algar Enterprises Piccionaia Autodelta       | Lancia Fulvia Porsche 910 Alfa Romeo T33               | DNF |     |     | 5   | 10  |     |     |     |     | 5   |     |     |     |     |     |     |     |     |     |     |     |     |
| 1969   | Piccionaina Alfa Romeo Deutschland           | Porsche 907 Alfa Romeo T33                             | DAY | SEB | BRH | MON | TAR | SPA | NÜR | LEM | WAT | ZEL |     |     |     |     |     |     |     |     |     |     |     |     |
| 1969   | Piccionaina Alfa Romeo Deutschland           | Porsche 907 Alfa Romeo T33                             |     |     |     | DNF |     |     | 7   |     |     |     |     |     |     |     |     |     |     |     |     |     |     |     |
| 1970   | Autodelta                                    | Alfa Romeo T33                                         | DAY | SEB | BRH | MON | TAR | SPA | NÜR | LEM | WAT | ZEL |     |     |     |     |     |     |     |     |     |     |     |     |
| 1970   | Autodelta                                    | Alfa Romeo T33                                         |     |     |     | DNF |     |     |     | DNF |     | DNF |     |     |     |     |     |     |     |     |     |     |     |     |
| 1971   | Hubert Ascher                                | Alfa Romeo T33                                         | BUA | DAY | SEB | BRH | MON | SPA | TAR | NÜR | LEM | ZEL | WAT |     |     |     |     |     |     |     |     |     |     |     |
| 1971   | Hubert Ascher                                | Alfa Romeo T33                                         |     |     |     |     |     |     | DNF |     |     |     |     |     |     |     |     |     |     |     |     |     |     |     |
| 1972   | Giovanni Alberti Scuderia Brescia Corse      | Alfa Romeo T33 Abarth Osella SE-021 Abarth-Osella 2000 | BUA | DAY | SEB | BRH | MON | SPA | TAR | NÜR | LEM | ZEL | WAT |     |     |     |     |     |     |     |     |     |     |     |
| 1972   | Giovanni Alberti Scuderia Brescia Corse      | Alfa Romeo T33 Abarth Osella SE-021 Abarth-Osella 2000 | 3   |     |     |     | DNF |     | DNF |     |     |     |     |     |     |     |     |     |     |     |     |     |     |     |
| 1973   | Scuderia Brescia Corse Autodelta             | Alfa Romeo T33                                         | DAY | VAL | DIJ | MON | SPA | TAR | NÜR | LEM | ZEL | WAT |     |     |     |     |     |     |     |     |     |     |     |     |
| 1973   | Scuderia Brescia Corse Autodelta             | Alfa Romeo T33                                         |     | DNF |     | 5   |     |     | DNF | 15  | 7   |     |     |     |     |     |     |     |     |     |     |     |     |     |
| 1974   | Autodelta BMW Jolly Club                     | Alfa Romeo T33 BME 3.0 CSL                             | MON | SPA | NÜR | IMO | LEM | ZEL | WAT | LEC | BRH | KYA |     |     |     |     |     |     |     |     |     |     |     |     |
| 1974   | Autodelta BMW Jolly Club                     | Alfa Romeo T33 BME 3.0 CSL                             | 3   |     | 3   | 3   | DNF | 2   |     |     |     |     |     |     |     |     |     |     |     |     |     |     |     |     |
| 1975   | Jolly Club                                   | Osella PA3                                             | DAY | MUG | DIJ | MON | SPA | PER | NÜR | ZEL | WAT |     |     |     |     |     |     |     |     |     |     |     |     |     |
| 1975   | Jolly Club                                   | Osella PA3                                             | DNF |     |     |     |     |     |     |     |     |     |     |     |     |     |     |     |     |     |     |     |     |     |
| 1976   | Jolly Club Lancia                            | Lancia Stratos                                         | MUG | VAL | NÜR | MON | SIL | IMO | NÜR | ZEL | PER | WAT | MOS | DIJ | DIJ | SAL |     |     |     |     |     |     |     |     |
| 1976   | Jolly Club Lancia                            | Lancia Stratos                                         | DNF | DNF |     |     |     |     |     |     |     |     |     |     |     |     |     |     |     |     |     |     |     |     |
| 1977   | Jolly Club                                   | Porsche 935                                            | DAY | MUG | DIJ | MON | SIL | NÜR | VAL | PER | WAT | EST | LEC | MOS | IMO | SAL | BRH | HOK | VAL |     |     |     |     |     |
| 1977   | Jolly Club                                   | Porsche 935                                            | 2   | 2   |     |     | 5   |     |     |     |     |     |     |     |     |     |     |     | DNF |     |     |     |     |     |
| 1978   | Jolly Club                                   | Porsche 935                                            | DAY | SEB | MUG | TAL | DIJ | SIL | NÜR | LEM | MIS | DAY | WAT | VAL | ROD |     |     |     |     |     |     |     |     |     |
| 1978   | Jolly Club                                   | Porsche 935                                            | 66  |     | 5   |     |     | DNF |     |     | DNF |     |     | 5   |     |     |     |     |     |     |     |     |     |     |
| 1979   | Jolly Club ASA Corsa Marche 38 Luigi Racing  | Porsche 935 Lancia Beta Montecarlo Chevrolet Camaro    | DAY | SEB | MUG | TAL | DIJ | RIV | SIL | NÜR | LEM | PER | DAY | WAT | SPA | BRH | ROA | VAL | ELS |     |     |     |     |     |
| 1979   | Jolly Club ASA Corsa Marche 38 Luigi Racing  | Porsche 935 Lancia Beta Montecarlo Chevrolet Camaro    | 45  |     | 3   |     |     |     |     |     |     | 2   |     |     | DNF |     |     |     |     |     |     |     |     |     |
| 1980   | Jolly Club Plastic Bertrand                  | Lancia Beta Montecarlo BMW 530i                        | DAY | BRH | SEB | MUG | MON | RIV | SIL | NÜR | LEM | DAY | WAT | SPA | MOS | ROA | VAL | DIJ |     |     |     |     |     |     |
| 1980   | Jolly Club Plastic Bertrand                  | Lancia Beta Montecarlo BMW 530i                        | 10  | 4   |     | 4   | 12  |     | DNF |     | 19  |     |     | DNF | 7   |     |     |     |     |     |     |     |     |     |
| 1981   | Jolly Club Lancia                            | Lancia Beta Montecarlo Ferrari 308                     | DAY | SEB | MUG | MON | RIV | SIL | NÜR | LEM | PER | DAY | WAT | SPA | MOS | ROA | BRH |     |     |     |     |     |     |     |
| 1981   | Jolly Club Lancia                            | Lancia Beta Montecarlo Ferrari 308                     | 5   |     | DNF |     |     | DNF |     | 8   | DNF |     |     |     |     |     |     |     |     |     |     |     |     |     |
| 1982   | Jolly Club Vesuvio Racing                    | Osella PA9                                             | MON | SIL | NÜR | LEM | SPA | MUG | FUJ | BRH |     |     |     |     |     |     |     |     |     |     |     |     |     |     |
| 1982   | Jolly Club Vesuvio Racing                    | Osella PA9                                             | DNF |     |     |     |     |     |     |     |     |     |     |     |     |     |     |     |     |     |     |     |     |     |
| 1983   | Osella Engineering Jolly Club Vesuvio Racing | Osella PA9 Alba AR2                                    | MON | SIL | NÜR | LEM | SPA | FUJ | KYA |     |     |     |     |     |     |     |     |     |     |     |     |     |     |     |
| 1983   | Osella Engineering Jolly Club Vesuvio Racing | Osella PA9 Alba AR2                                    | DNF | 9   | 11  | DNF | DNF | DNF | 12  |     |     |     |     |     |     |     |     |     |     |     |     |     |     |     |
| 1984   | Jolly Club                                   | Alba AR2                                               | MON | SIL | LEM | NÜR | BRH | MOS | SPA | IMO | FUJ | KYA | SAN |     |     |     |     |     |     |     |     |     |     |     |
| 1984   | Jolly Club                                   | Alba AR2                                               | 11  | DNF | 21  | 24  | 15  | 6   | DNF | DNF | 15  |     | DNF |     |     |     |     |     |     |     |     |     |     |     |
| 1985   | Carma FF                                     | Alba AR2 Alba AR6                                      | MUG | MON | SIL | LEM | HOK | MOS | SPA | BRH | FUJ | SEL |     |     |     |     |     |     |     |     |     |     |     |     |
| 1985   | Carma FF                                     | Alba AR2 Alba AR6                                      | 8   | DNF | 17  |     | 17  | DNF | DNF | 8   |     |     |     |     |     |     |     |     |     |     |     |     |     |     |
| 1986   | Jolly Club                                   | Alba AR6                                               | MON | SIL | LEM | NÜN | BRH | JER | NÜR | SPA | FUJ |     |     |     |     |     |     |     |     |     |     |     |     |     |
| 1986   | Jolly Club                                   | Alba AR6                                               | DNF | DNF |     |     |     |     |     | DNF |     |     |     |     |     |     |     |     |     |     |     |     |     |     |